# Dębica
Dębica – miasto w województwie podkarpackim, siedziba powiatu dębickiego, położone nad rzeką Wisłoką, przy autostradzie A4 i drodze krajowej 94 w Rynnie Podkarpackiej, na północnym skraju Pogórza Strzyżowskiego. Przed 1945 r. Dębica należała do województwa krakowskiego, po zakończeniu II wojny światowej weszła w skład nowo utworzonego województwa rzeszowskiego.
Leży w historycznej Małopolsce, w dawnej ziemi sandomierskiej. Dębica uzyskała niezrealizowaną lokację miejską w 1358 roku, lokowana w 1372 roku, zdegradowana do kategorii miasteczka w 1785 roku. Prawa miejskie ponowne nadane w 1912 roku. W 1927 roku do Dębicy włączono zdegradowane miasto Kawęczyn. Do 1937 roku w powiecie ropczyckim, następnie siedziba nowoutworzonego powiatu dębickiego. W latach 1975–1998 miasto administracyjnie należało do województwa tarnowskiego.
Miasto jest ważnym ośrodkiem przemysłu chemicznego.

## Demografia

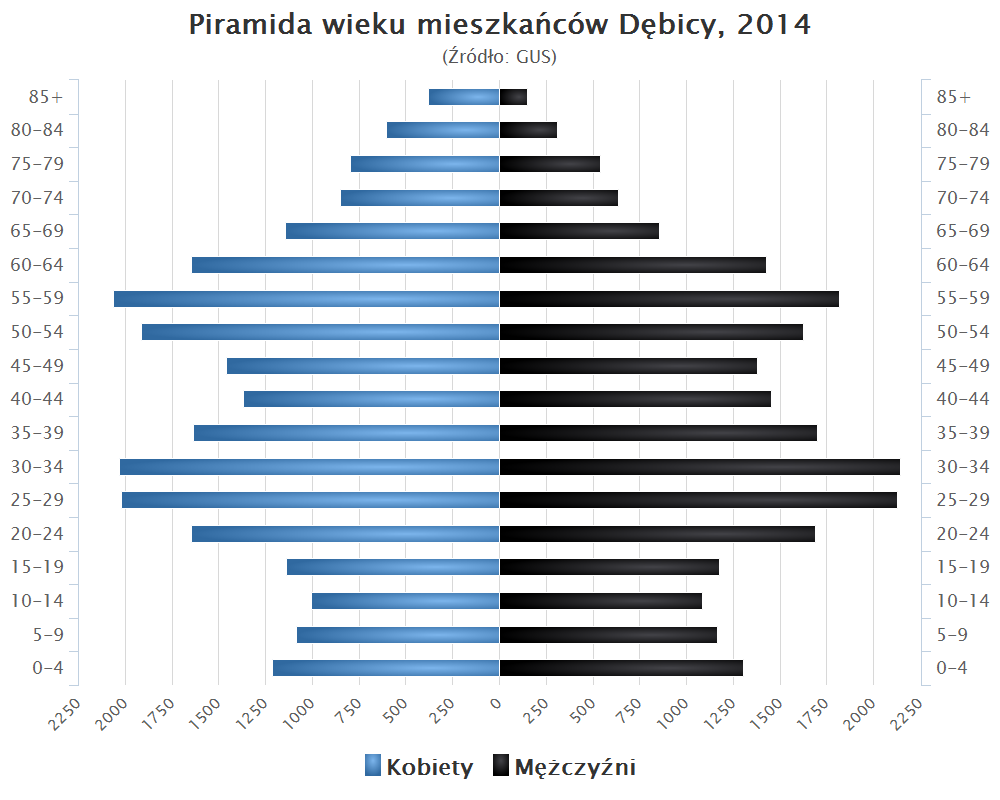
Piramida wieku mieszkańców Dębicy w 2014 roku

## Osiedla

Mapa osiedli Dębicy

Dębica dzieli się na 11 osiedli, które stanowią jednostki pomocnicze miasta:

1. Osiedle Centrum
2. Osiedle Gawrzyłowa
3. Osiedle Kawęczyn-Pana Tadeusza
4. Osiedle Kępa-Wolica
5. Osiedle Krakowska-Południe
6. Osiedle Krakowska-Północ
7. Osiedle Rzeszowska-Południe
8. Osiedle Rzeszowska-Północ
9. Osiedle Słoneczne im. Edwarda Brzostowskiego
10. Osiedle Świętosława
11. Osiedle Mickiewicza

## Nazwa
Nazwę miejscowości w zlatynizowanych staropolskich formach Dambycza oraz Dambicza wymienia w latach 1470–1480 Jan Długosz w księdze Liber beneficiorum dioecesis Cracoviensis.

## Historia

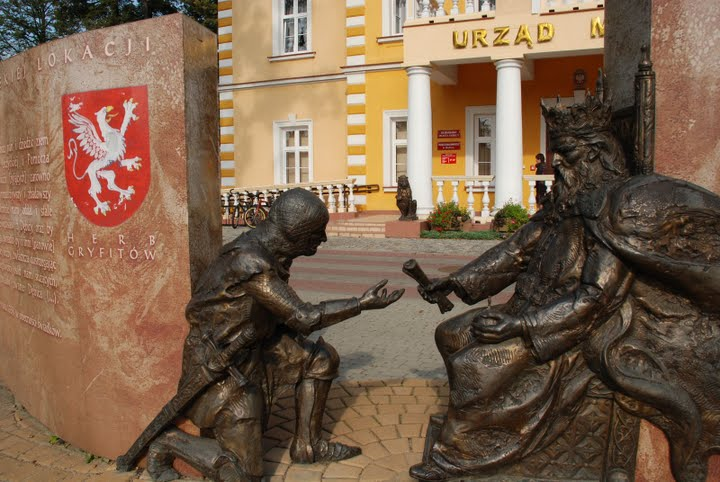
Pomnik Kazimierza Wielkiego (po prawej) i Świętosława Gryfity (po lewej) przed Ratuszem

### Średniowiecze
Nie jest znana dokładna data powstania osady. Pierwsza wzmianka źródłowa o Dębicy pochodzi z 1293 roku. Osada ta o nazwie „Dambicha”, z nadania księcia Leszka Czarnego, trafiła wówczas do rodu Gryfitów.
Wiadomo, że w 1305 roku osada została złupiona przez Tatarów, spłonął wówczas drewniany kościół, który odbudowano w 1318 roku.
W 1325 roku Dębica była już siedzibą dekanatu leśnego złożonego z 14 parafii, położonych w lasach Puszczy Sandomierskiej, obejmował on, m.in. Przecław, Brzeźnicę, Łączki Kucharskie i Sędziszów. W późniejszym okresie włączono także parafie strzyżowską i rzeszowską. Świadczy to o tym, że Dębica była wówczas dużą i szybko rozwijającą się wsią.
W 1358 roku król Kazimierz III Wielki nadał Świętosławowi Gryficie przywilej lokacyjny miasta na prawie średzkim, a wraz z nim zezwolił na organizowanie targów w środę. Jednak dopiero po czternastu latach doszło do faktycznego założenia miasta. 10 czerwca 1372 roku, Świętosław zlecił Mikołajowi, sołtysowi wsi Lipiny, przeprowadzenie lokacji miasta. W zamian Mikołaj został pierwszym dziedzicznym wójtem w Dębicy z prawem pobierania czynszów i innymi przywilejami.
Dębica położona na szlakach handlowych z Krakowa do Lwowa miała duże szanse rozwoju, które ograniczała jednak konkurencja z większymi wówczas miastami Ropczycami i Pilznem, powstałymi wcześniej. Mimo tych utrudnień Dębica rozwijała się gospodarczo i demograficznie. W 1446 roku otrzymała od namiestnika króla Władysława Warneńczyka – Jana z Czyżowa przywilej organizowania rocznych jarmarków w Środę Popielcową. Spowodowało to gwałtowny rozwój miasta. W 1470 roku Jadwiga z Podgrodzia, ówczesna właścicielka miasta, podjęła próbę uporządkowania praw obowiązujących w mieście – w wydanym dokumencie określiła przywileje i obowiązki mieszczan.
Pod koniec XV wieku, w 1474 roku, Dębica podobnie jak cała okolica została złupiona przez węgierskie wojska dowodzone przez Tomasza Tharczaya. W 1502 roku najazd Tatarów spowodował całkowite spalenie miasta, wówczas drewnianego i jego wyludnienie.

### Dębica w wieku XVI-XVIII

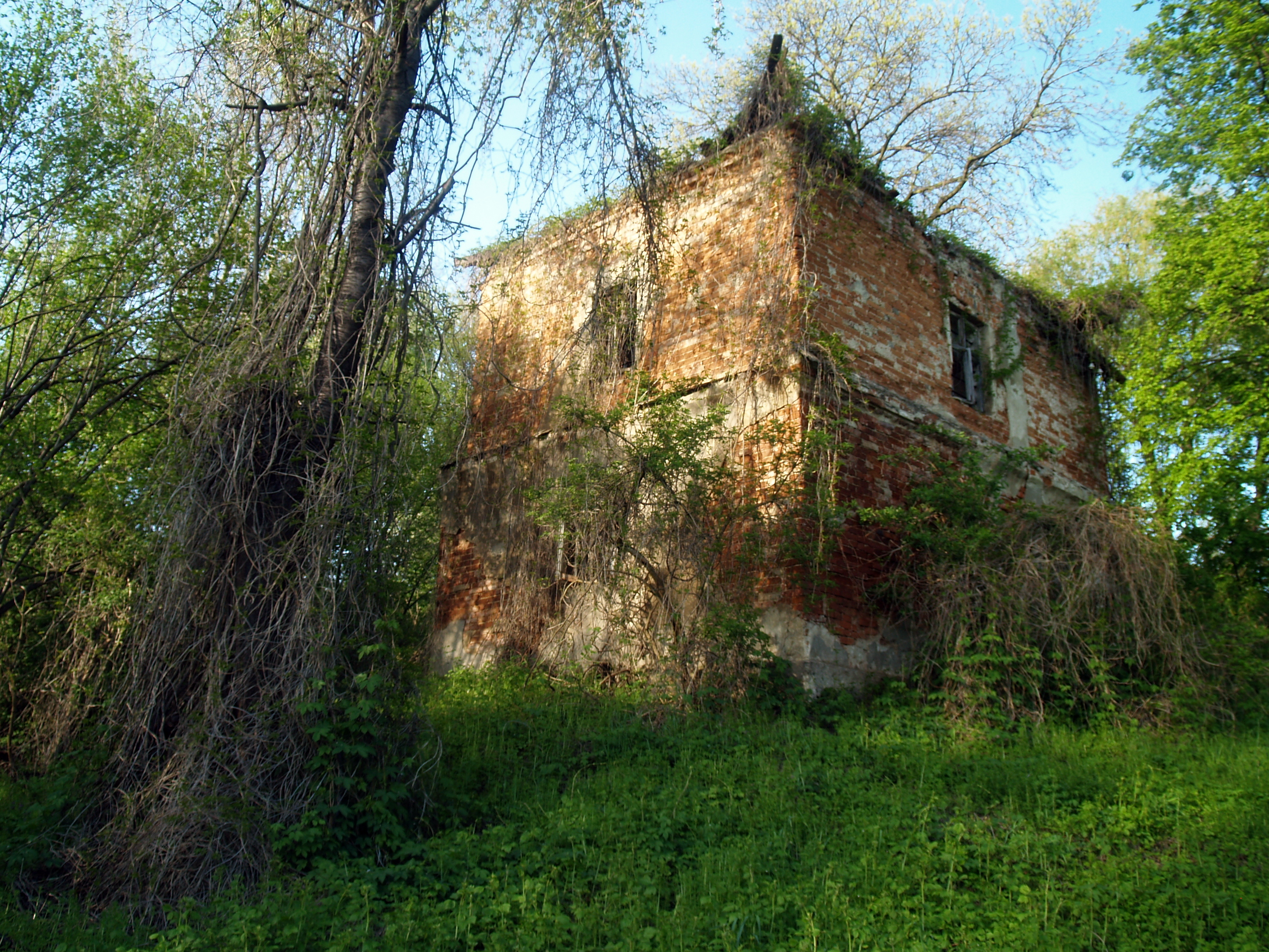
Ruiny XVI-wiecznego lamusa w Latoszynie

Po najeździe Tatarów w 1502 roku, Dębica znacznie się wyludniła. Chcąc zapobiec upadkowi miasta, jego ówcześni właściciele Jan Podgrodzki i Katarzyna z Latoszyna zwolnili miasto na 14 lat z wszelkich powinności i zezwolili na darmowy wyrąb lasu. W 1504 roku, z tego samego powodu, król Aleksander Jagiellończyk zwolnił miasto ze świadczeń na rzecz króla. Przywileje te spowodowały, że w XVI wieku Dębica osiągnęła apogeum swojego rozwoju. Stała się lokalnym ośrodkiem rzemiosła. Istniały cechy krawców, mieczników, kuśnierzy, kowali, kołodziejów, zrzeszonych w cechu zbiorowym. jednak rzemieślnicy ci zaspokajali tylko rynek lokalny. Podobnie handel był ograniczony tylko do najbliższych okolic. Nie osiągnęła więc wtedy Dębica takiego znaczenia jak sąsiednie Pilzno i Ropczyce. Jednym z przyczyn takiej sytuacji, był fakt, że Dębica była nadal miastem prywatnym, a jej właściciele często dzielili ją między spadkobierców, a ci zaś często pozostawali z sobą w sporach, na których cierpiało też miasto.
W 1554 roku dużą część zabudowań strawił pożar, jednak zniszczenia szybko odbudowano. Po pożarze w miejsce spalonego drewnianego kościoła rozpoczęto budowę nowego pod wezwaniem św. Małgorzaty (dzisiejszy kościół św. Jadwigi). Budowa trwała do 1650 roku. Pod koniec XVI wieku Dębica liczyła 700 mieszkańców.
W czasie wojny ze Szwecją (1655-1660), Dębica była dwukrotnie łupiona przez obce wojska. Najpierw przez Szwedów, a potem przez armię Jerzego Rakoczego. Z wojny ocalało tylko 30 domów i 200 mieszkańców. Właściciele miasta, pragnąc za wszelką cenę powstrzymać spadek ludności grożący likwidacją miasta zaczęli udzielać zgodę na osiedlanie się Żydom z Pilzna, Ropczyc i Tarnowa. Ich liczba w szybkim tempie zaczęła rosnąć i wkrótce przewyższyła liczbę katolików. Wzrost liczby ludności spowodował pod koniec XVII wieku powstanie Nowego Miasta. Zalążkiem nowej osady był istniejący od 1651 r. kościół św. Barbary. Centrum Nowej Dębicy był obecny rynek, podczas gdy Stara Dębica rozciągała się wokół starego rynku (obecny Plac Gryfitów), który był głównym rynkiem od średniowiecza. Obie Dębice miały oddzielnych burmistrzów, jednak nad nimi stał jeden wójt, który reprezentował miasto przed wieloma właścicielami. Granicą obu miast był potok Dębica (obecnie Potok Gawrzyłowski).
W czasie III wojny północnej oraz wojny domowej pomiędzy zwolennikami i przeciwnikami Stanisława Leszczyńskiego, miasto zostało ponownie zniszczone. Mimo rozpaczliwej próby ratowania miasta przez kolejnych właścicieli, Dębica już się z tych zniszczeń nie podniosła, co wiązało się zresztą z upadkiem gospodarczym całego kraju. Powoli przekształcała się w typowo rolniczą osadę. W połowie XVIII wieku przeszła we władanie rodu Radziwiłłów. W czasie konfederacji barskiej na przedpolach Dębicy doszło do bitwy konfederatów z wojskiem rosyjskim. Po I rozbiorze znalazła się pod panowaniem austriackim

### Dębica w czasach panowania austriackiego

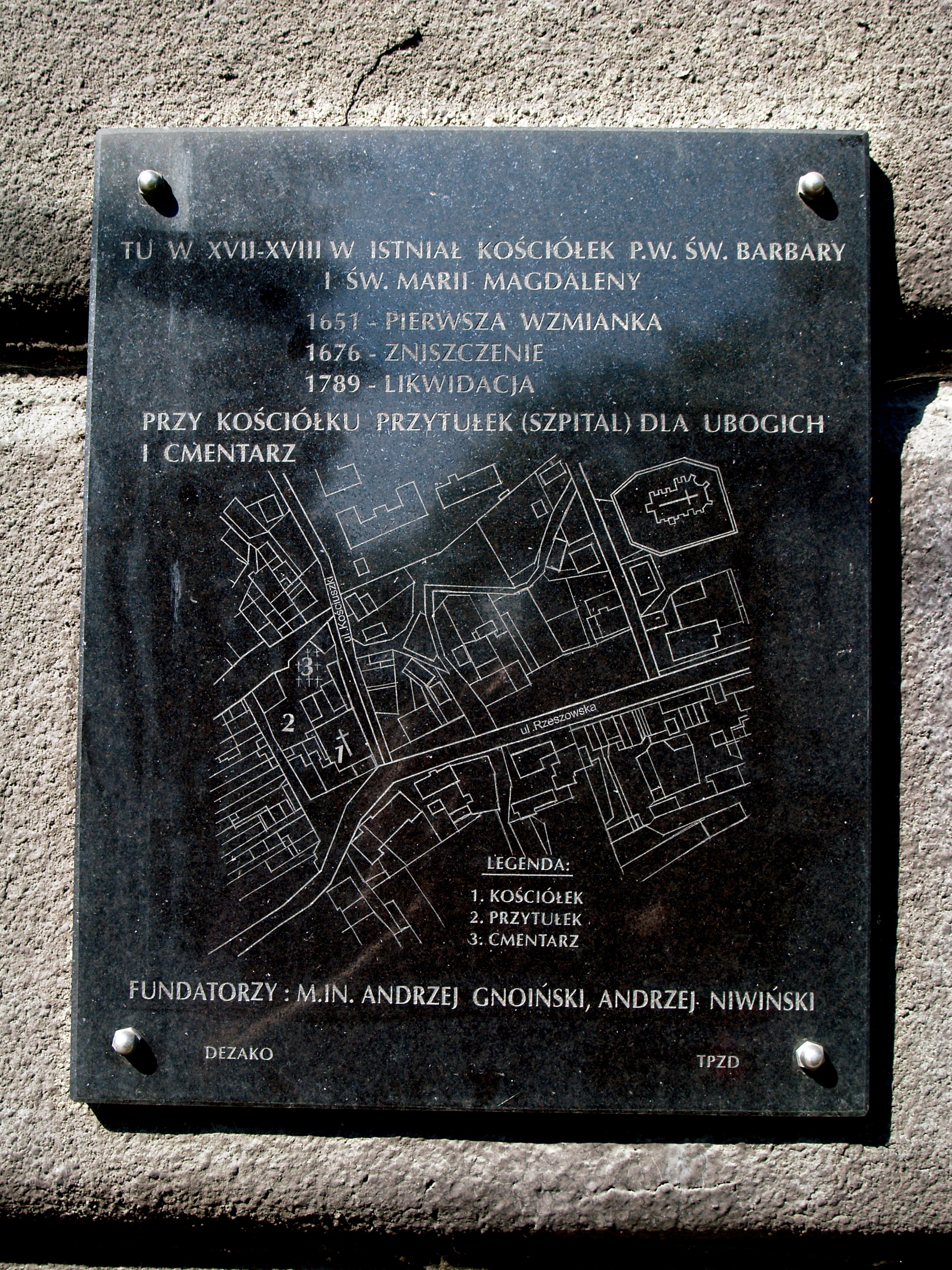
Tablica pamiątkowa w miejscu dawnego kościoła św. Barbary

Po I rozbiorze, decyzją władz austriackich, Dębica została pozbawiona praw miejskich. Zadecydowała o tym zarówno mała liczba mieszkańców, jak i fakt, że większość z nich żyła z uprawy pól, które przylegały do miasta. Jedynie rynek i kilkadziesiąt drewnianych domów wokół niego i głównych ulic, przypominało o dawnych lepszych czasach. Dębica znalazła się najpierw w okręgu (Landkreis) pilzneńskim, a później w tarnowskim.
W 1831 roku mieszkańców zdziesiątkowała epidemia cholery. W 1846 roku doszło do zamieszek związanych z rabacją galicyjską, zamordowano wtedy dziesięć osób.
W latach 1850–1867 Dębica była siedzibą powiatu. Ożywienie gospodarcze rozpoczęło się nieoczekiwanie w drugiej połowie XIX wieku, gdy władze austriackie podjęły zaskakującą decyzję, by nowo budowana linia kolejowa nie przebiegała przez ludniejsze Pilzno, ale przez Dębicę. 15 października 1855 roku przyjechał do Dębicy pierwszy pociąg. Oficjalnego otwarcia linii kolejowej dokonano 25 lutego 1856 roku. Linię kolejową Kraków-Dębica przedłużono do Rzeszowa w 1858 roku. Kolej spowodowała znaczny wzrost znaczenia miasta, a zwłaszcza jego atrakcyjności dla lokalizacji zakładów przemysłowych. W 1887 roku powstała również linia do Rozwadowa (obecnie dzielnica Stalowej Woli) przez Mielec, czyniąc z Dębicy ważny węzeł kolejowy. Dogodne położenie komunikacyjne spowodowało ożywienie rzemiosła i handlu. Dębica stała się ośrodkiem sprzedaży bydła, trzody chlewnej i koni, które koleją transportowano na Śląsk.
W 1858 roku pożar zniszczył połowę zabudowy miasta. Nie zahamowało to dalszego wzrostu gospodarczego i demograficznego Dębicy. Około 1860 roku działało tam 40 spółek i sklepów, powstał młyn parowy oraz kilkanaście zakładów rzemieślniczych. W 1900 roku utworzono gimnazjum, które zaczęło funkcjonować w roku szkolnym 1900/1901. W Dębicy znajdowała się siedziba sądu powiatowego, posterunku policji, urzędu pocztowego i telegrafu. Jeśli chodzi o strukturę demograficzną, w 1881 roku miasto liczyło 286 domów, 2759 mieszkańców, w tym tylko 450 katolików. Resztę stanowili Żydzi.
W 1912 roku władze austriackie, po wieloletnich staraniach, przywróciły Dębicy prawa miejskie, a w 1914 roku również jej dawny herb – Gryf.

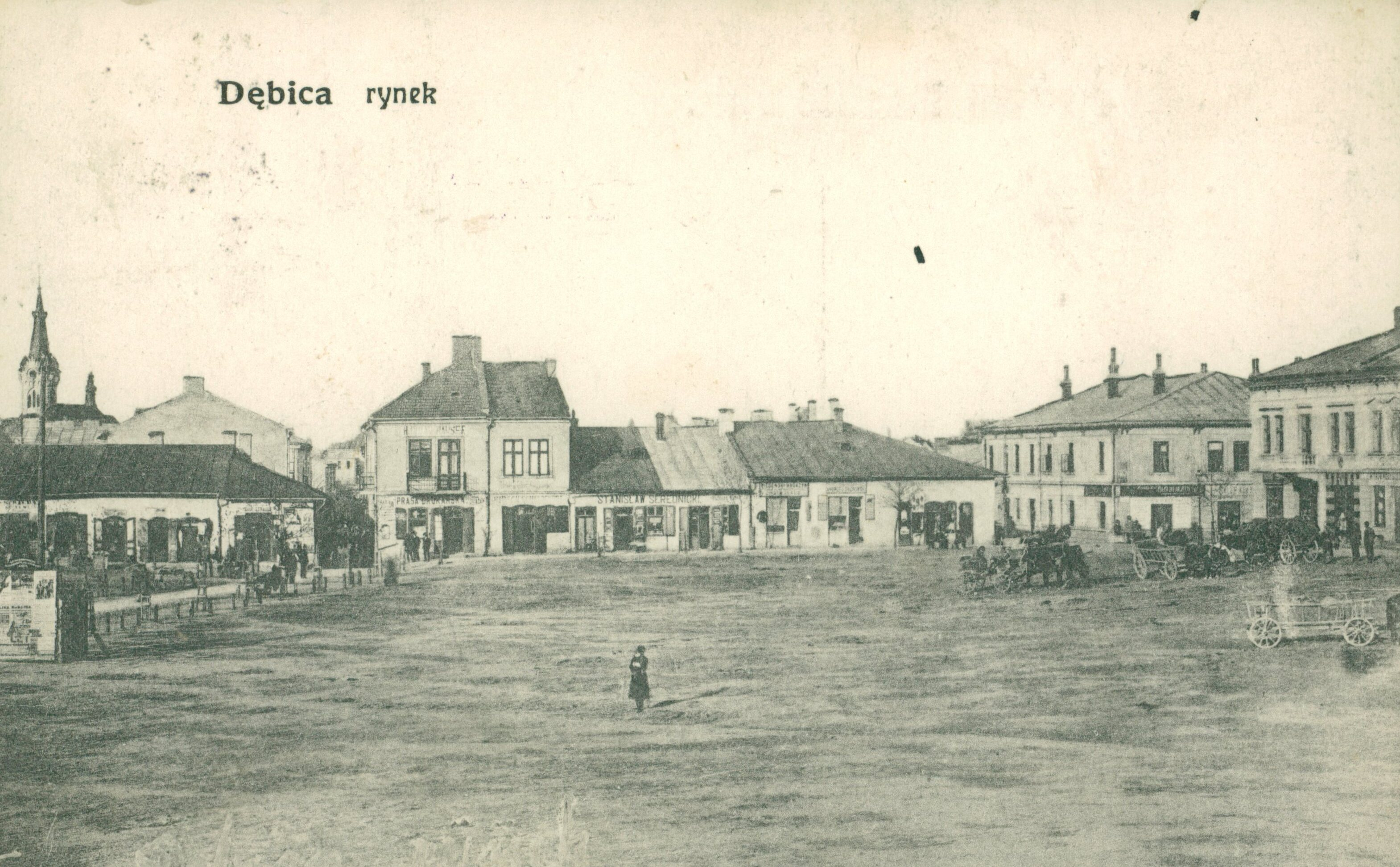
Rynek około 1914
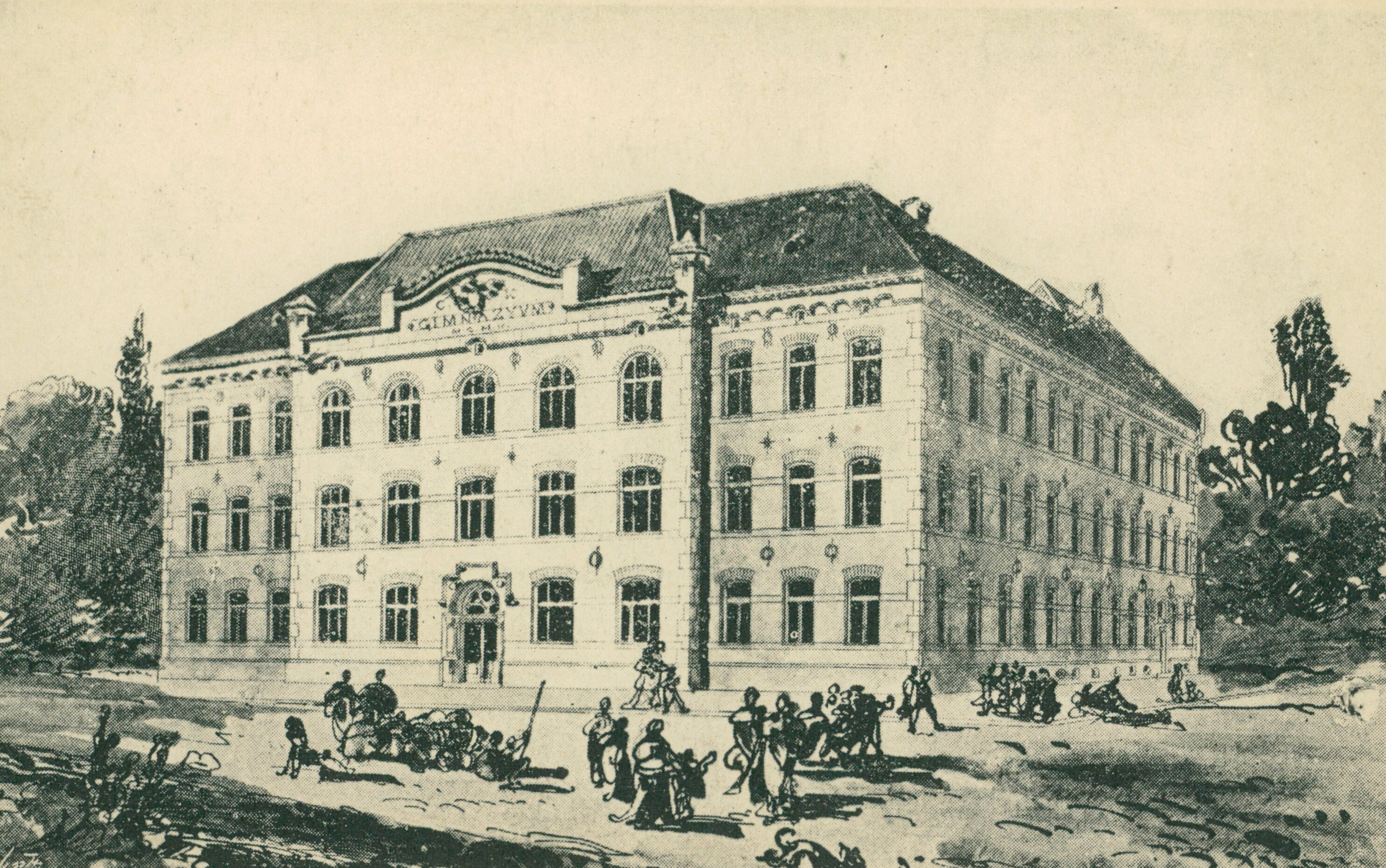
Budynek gimnazjum przed 1916
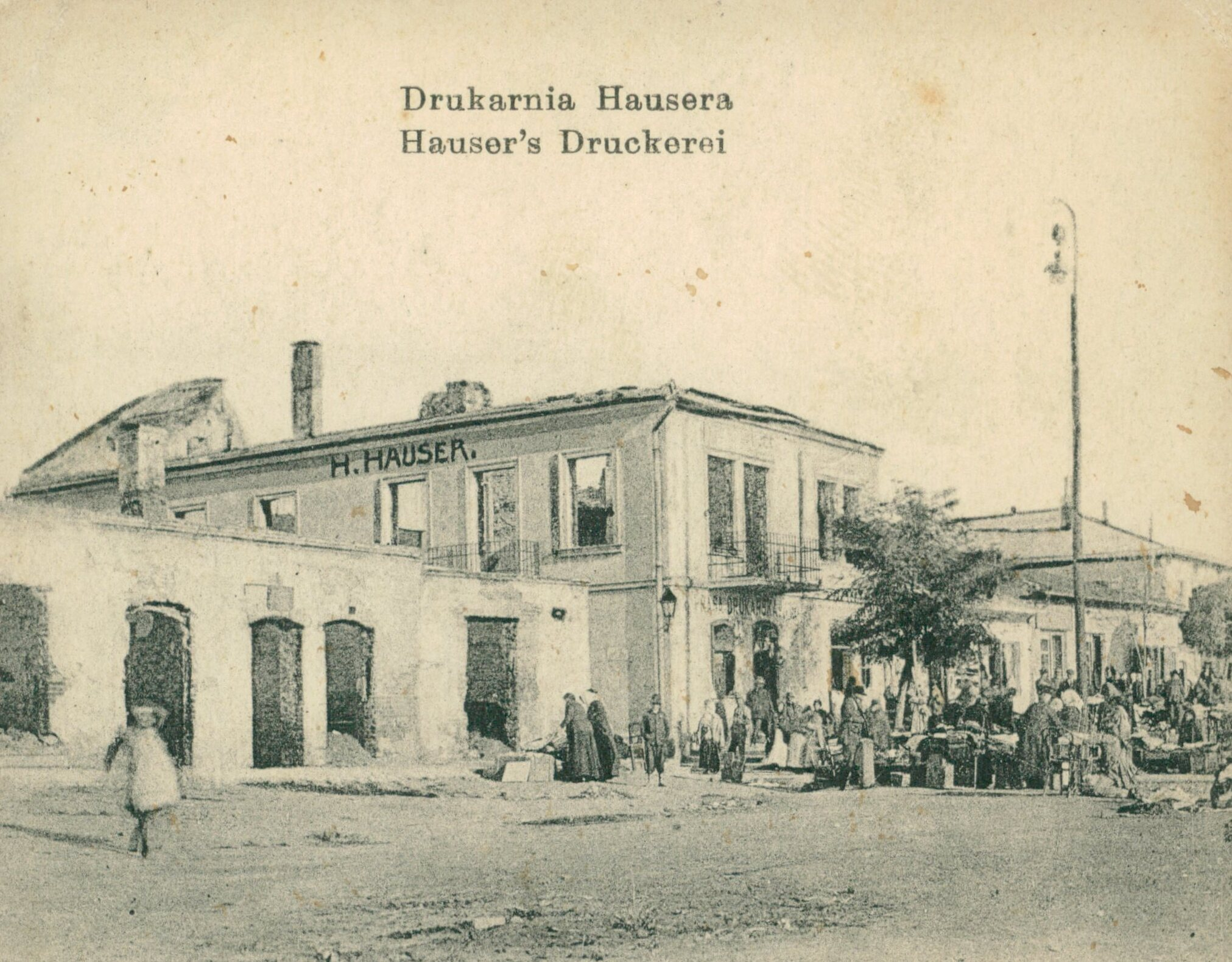
Zniszczenia wojenne - drukarnia Hausera, 1915

### Okres II Rzeczypospolitej
Po I wojnie światowej Dębica weszła w skład niepodległego państwa polskiego. Wojna spowodowała znaczne zniszczenie i dramatyczne bezrobocie. Jednak miasto się odbudowywało. W 1925 roku utworzono przetwórnię mięsa (dzisiejsze Zakłady Mięsne Dębica S.A.), która dała pracę 200 osobom. Uruchomiono też kilka małych cegielni i tartaków. Jednak prawdziwą rewolucją okazała się budowa przez władze Centralnego Okręgu Przemysłowego. W ramach Centralnego Okręgu Przemysłowego powstała wytwórnia kauczuku (Zakłady Chemiczne Dębica SA – kauczuk butadienowy sodowy, obecnie Tikkurilla Beckers-Polifarb Dębica) wytwórnia opon Fabryka Gum Jezdnych, której założycielem i pierwszym dyrektorem był mjr Stefan Dwornik (potem Stomil, Firma Oponiarska „Dębica”, Dębica SA) oraz fabryka chemiczna w pobliskim Pustkowie Osiedlu. Najbardziej dynamiczny rozwój gospodarczy przypada na okres powojenny – miasto stało się ważnym ośrodkiem przemysłowym w skali regionalnej.
Przemysł zmienił oblicze miasta i przyśpieszył jego rozwój. W 1937 roku zlikwidowano powiat ropczycki i utworzono dębicki. W 1939 liczba mieszkańców przekroczyła 10 tysięcy.

### Okres II wojny światowej
Po zakończeniu agresji niemiecko-słowacko-radzieckiej w 1939 roku Dębica znalazła się pod okupacją niemiecką. Niemcy rozpoczęli demontaż maszyn i urządzeń z fabryk, których nie chcieli uruchamiać. Mieszkańców zmuszali do prac przymusowych na rzecz armii i administracji niemieckiej. W 1941 roku utworzyli w mieście getto. Wielu Polaków i Żydów wywożono i mordowano w pobliskim obozie w Pustkowie oraz w innych obozach. W Pustkowie zginęło blisko 15 tysięcy ludzi. Region dębicki stał się ważnym ośrodkiem ruchu oporu. Wielu schwytanych partyzantów zabijano w publicznych egzekucjach na rynku w obecności mieszkańców.
Podczas okupacji hitlerowskiej, w 1941 roku Niemcy utworzyli getto dla żydowskich mieszkańców. Przebywało w nim około 12000 Żydów. Od lipca 1942 do kwietnia 1943 roku byli wywożeni do obozu zagłady Bełżcu i tam mordowani.
W okresie okupacji niemieckiej rodzina Mikołajkowów przez blisko 2 lata ukrywała w kamienicy przy ul. Kościuszki 248 13 członków rodziny Reich. Jednocześnie budynek sąsiadował z siedzibą Gestapo. Za swoje zasługi Leokadia, Aleksander oraz ich synowie przenoszący paczki pomocowe do getta; Leszek i Andrzej zostali uznani za Sprawiedliwych wśród Narodów Świata.
Okupację niemiecką na terenie miasta i okolicy zakończyło 23 sierpnia 1944 roku zdobycie Dębicy przez czerwonoarmistów z 60 Armii dowodzonej przez gen. Pawła Kuroczkina. W walkach o zdobycie miasta uczestniczyły również wojska radzieckie z 5 armii gwardii i samodzielnego korpusu pancernego gwardii I Frontu Ukraińskiego. Podczas walk o miasto i w okolicach zginęło ponad 1800 żołnierzy radzieckich. Walki frontowe spowodowały zniszczenie zabudowy miasta w czterdziestu procentach.

### OkresPRL

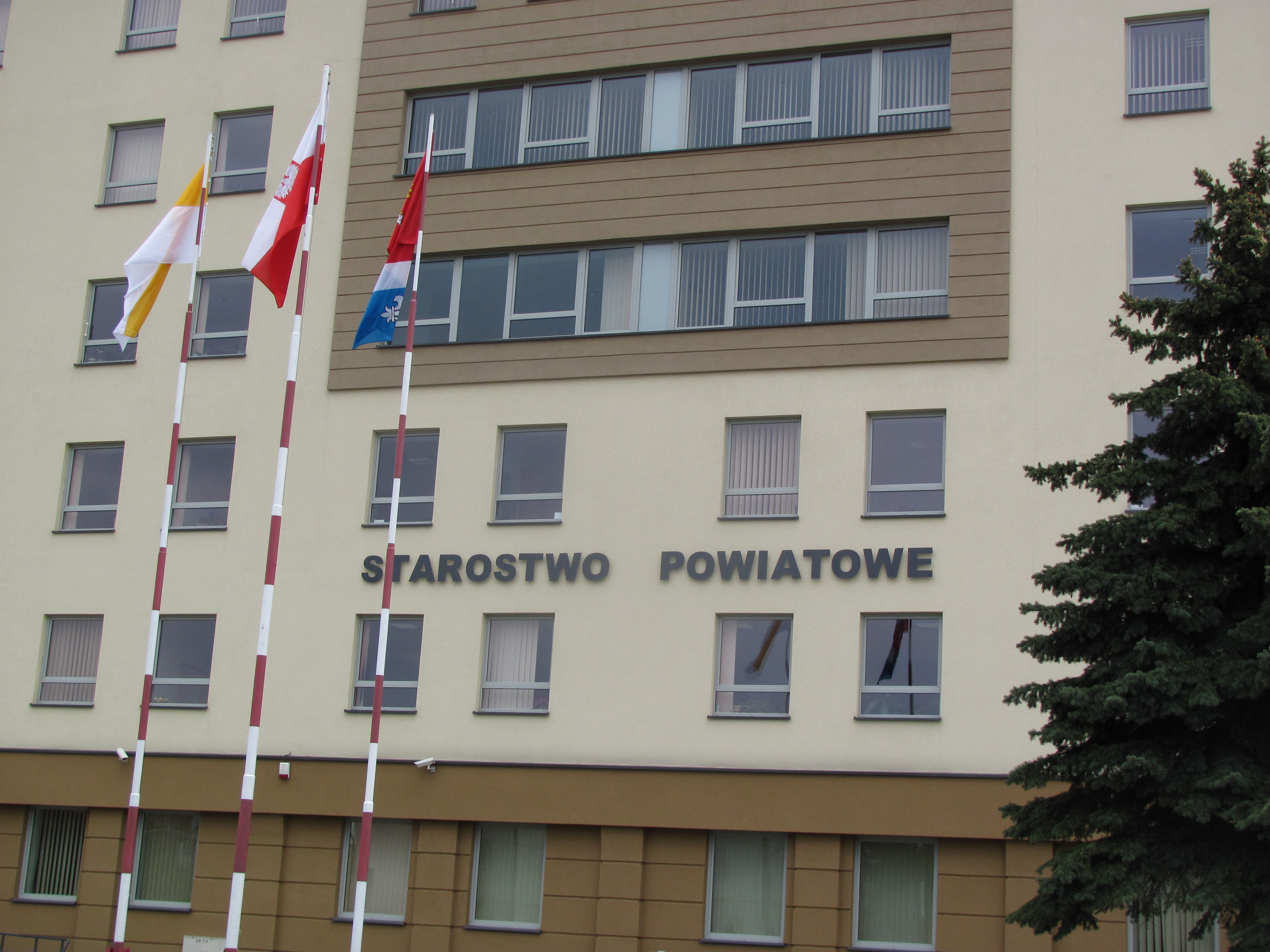
Współczesna siedziba Starostwa Powiatowego

Po wojnie wielu żołnierzy podziemia padło ofiarą represji ze strony władz komunistycznych, m.in. podczas egzekucji żołnierzy WiN w 1946 r.
7 listopada 1953 roku na placu Zwycięstwa odsłonięto Pomnik Wdzięczności ku czci żołnierzy, którzy wyparli wojska niemieckie z miasta.
Po wojnie przystąpiono do szybkiej odbudowy i ponownego uruchomienia zakładów przemysłowych. Do reformy administracyjnej w 1975 miasto było siedzibą powiatu. W połowie lat 70. w północnej części miasta powstał Kombinat Rolno-Przemysłowy Igloopol, który zdynamizował dalszy rozwój Dębicy, zwłaszcza jej północną część.

### Okres po 1989 roku
Od 1999 roku Dębica stała się ponownie siedzibą powiatu (trzeciego co do wielkości powiatu województwa podkarpackiego pod względem liczby ludności).

## Zabytki

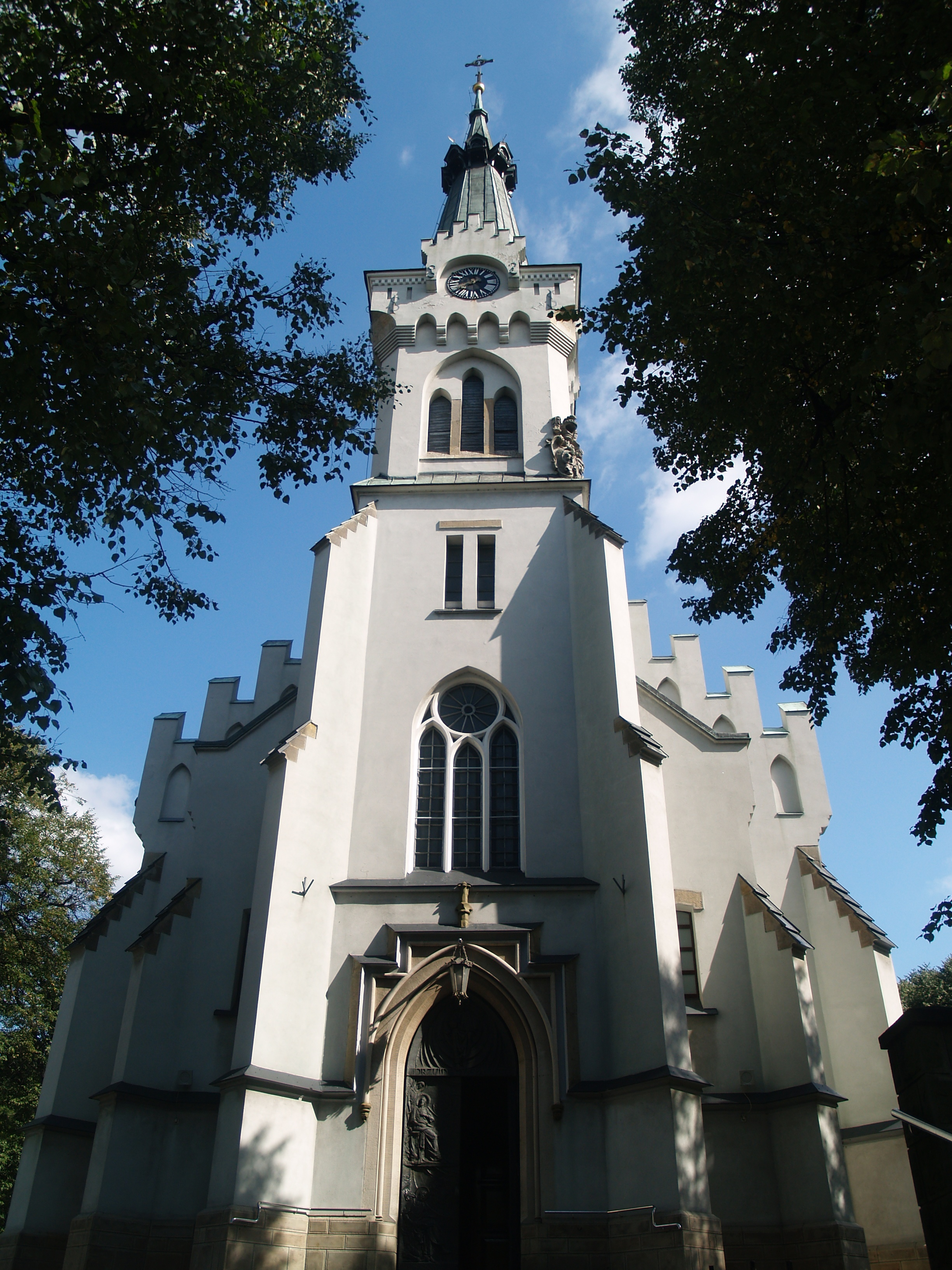
Kościół św. Jadwigi

Obiekty figurujące w Rejestrze Zabytków:

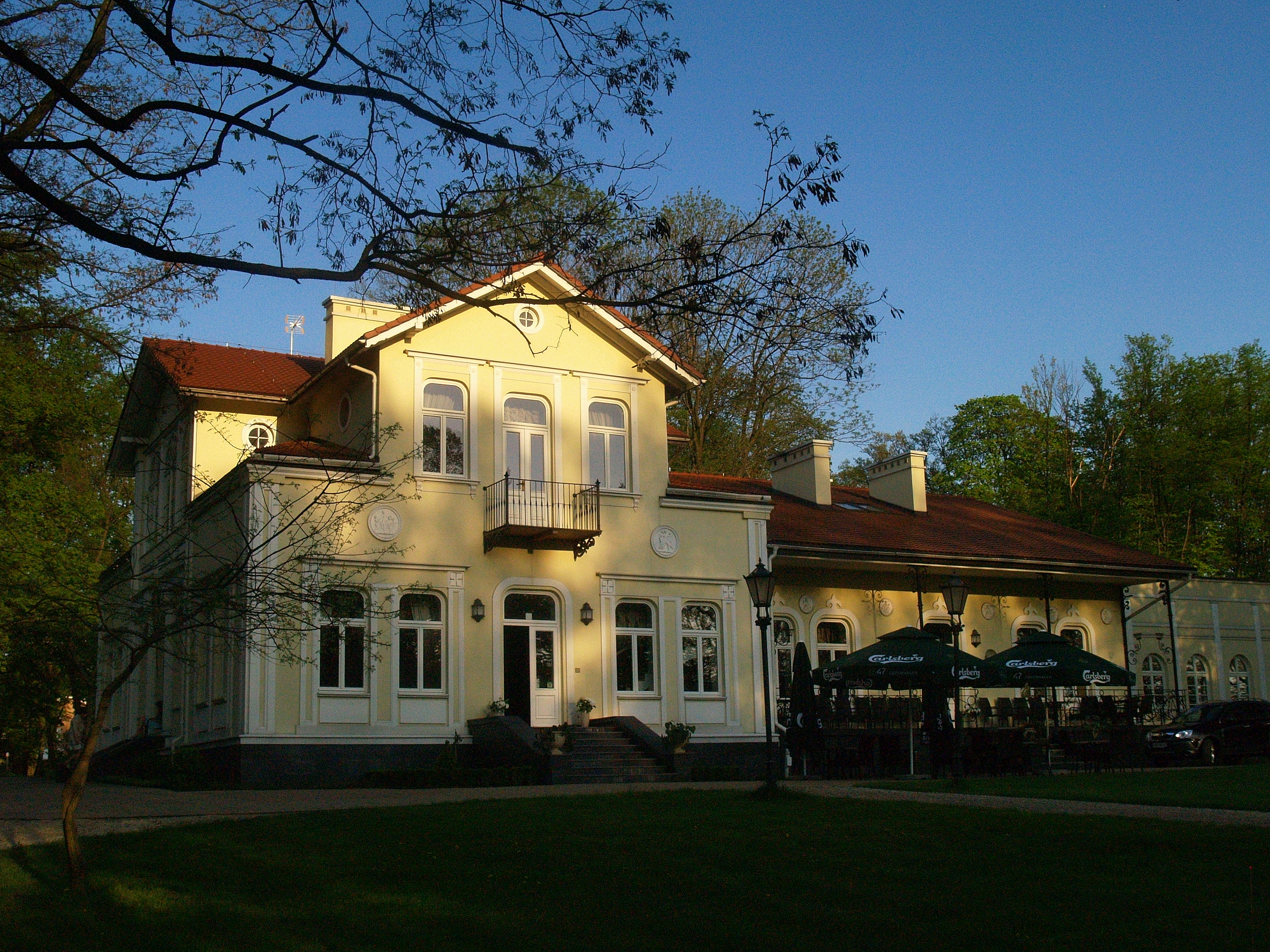
Dwór na Wolicy

- Kościół farny św. Jadwigi z XVI w., przebudowany XIX/XX w., obok dzwonnica (najstarszy dzwon z XV/XVI w.) – nr rej.: A-248 z 19.03.1985
- Cmentarz parafialny, ul. Cmentarna (1 połowa XIX w.), w tym kaplica grobowa Raczyńskich (2 połowa XIX w.) oraz kaplica grobowa Nagawieckich – nr rej.: A-50 z 25.06.2002
- Cmentarz wojskowy, ul. Cmentarna – nr rej.: A-335 z 31.05.1990
- Park miejski, ul. Bojanowskiego (1910 r.) – nr rej.: A-259 z 17.09.1985
- Willa, ul. Curie-Skłodowskiej 18 (1912 r.) – nr rej.: A-254 z 3.09.2008
- Wodociągowa wieża ciśnień (1904 r.) – nr rej.: A-233 z 12.11.1980
- Zespół dworski na Wolicy (1 połowa XIX w.): dwór oraz park z aleją dojazdową – nr rej.: A-223 z 17.08.1980
- Zespół dworski w Latoszynie – park z aleją dojazdową (XVIII w.) oraz kaplica (w niej garaż) z 1909 r. – nr rej.: A-231 z 14.10.1980 i z 20.10.1994
- Lamus w Latoszynie (XVI w.) – nr rej.: A-733 z 19.10.1973
- Dawny budynek „Sokoła” (1912 r.), ul. Bojanowskiego 18, obecnie dom kultury „Śnieżka” – nr rej.: A-1409 z 8.07.2016
- Synagoga Nowomiejska (druga połowa XVIII w.) – nr rej.: A-1707 z 1.02.2021

Inne obiekty historyczne:
- Cmentarz żydowski (przełom XVII/XVIII w.) – najstarszy zidentyfikowany nagrobek pochodzi z 1791 r.
- Zabudowa rynku – najstarsza kamienica z XIX w.
- Dawny pałac Raczyńskich przy placu Gryfitów (przed 1849 r.) – potem sąd i prokuratura, obecnie opuszczony
- Dawne koszary przy ul. Kościuszki – najstarsze budynki z 1881 r.
- Zespół klasztorny Sióstr Służebniczek Dębickich: kaplica bł. Edmunda Bojanowskiego (1882 r.), klasztor (1927 r.) oraz kościół Niepokalanego Poczęcia Najświętszej Maryi Panny (1932 r.)
- Willa „Wiluszówka” (koniec XIX w.)
- Dawne gimnazjum (budynek z 1907 r.) – obecnie liceum ogólnokształcące

Ważniejsze obiekty nieistniejące:
- Synagoga Staromiejska – powstała na początku XVIII w., zniszczona w czasie II wojny światowej
- Kościół św. Barbary – zbudowany w 1651 r., sekularyzowany w 1789 r.

## Gospodarka

### Przemysł
Dębica jest jednym z najważniejszych ośrodków przemysłowych Polski południowo-wschodniej. W samym mieście i jego najbliższych okolicach mocno rozwinięty jest przemysł gumowy oraz chemiczny (m.in.: Firma Oponiarska „Dębica” SA, Tikkurilla Beckers-Polifarb Dębica, Fabryka Farb i Lakierów „Śnieżka”) oraz spożywczy (Zakłady Mięsne Dębica, Iglomeat-Sokołów, Animex Południe, Olimp Laboratories). Dość prężnie rozwija się również branża transportowa (Omega Pilzno) oraz produkcji materiałów budowlanych (m.in.: Igloobud, Zakład Obróbki Marmuru „Jabo – Marmi”). W mieście siedzibę ma znany producent rowerów Romet. Znajduje się tu również Wytwórnia Urządzeń Chłodniczych „PZL Dębica” S.A. działająca na rynku od 1938 roku. Ponadto na terenie miasta funkcjonuje Obszar Przemysłowy Specjalnej Strefy Ekonomicznej „Euro-Park” Mielec. Dębica została uhonorowana tytułami „Gmina Fair Play” 2004, 2005 i 2006 – Certyfikowana Lokalizacja Inwestycji, przyznawanymi przez Fundację Instytut Badań nad Demokracją i Przedsiębiorstwem Prywatnym.

### Handel
Znaczną część miejskiej gospodarki stanowi sektor handlowy. W Dębicy funkcjonują: 2 hipermarkety (Carrefour, Kaufland), 5 galerii handlowych („Raj”, „Galeria Dębicka”, „Czerwona Torebka”, „Galeria Panorama”, „Galeria Portius”) i kilkanaście innych sklepów sieci handlowych: Jubilatka, Biedronka (5), Delikatesy Centrum (5), Lidl, Społem (8),; markety budowlane Bricomarché, Merkury Market; sklepy: Neonet, Media Expert, RTV Euro AGD, Mix Electronics oraz restauracja McDonald’s (24h).

## Transport
Dębica leży przy Autostradzie A4 oraz drodze krajowej nr 94 pomiędzy Krakowem a Rzeszowem. Ma 2 węzły zjazdowe z autostrady: Dębica Zachód (Żyraków) oraz Dębica Wschód (Pustynia) przy drodze wojewódzkiej nr 985 z Dębicy do Tarnobrzega. 30 października 2013 r. został oddany odcinek Dębica – Rzeszów, a 30 października 2014 r. otwarty został brakujący fragment autostrady pomiędzy Tarnowem a Dębicą, umożliwiając przejazd autostradą na trasie Kraków – Rzeszów.
Miasto jest ważnym węzłem kolejowym, przebiega tędy międzynarodowa trasa kolejowa E30. Dębica posiada bezpośrednie połączenia m.in. ze Lwowem, Krakowem, Szczecinem, Gdańskiem, Poznaniem, Katowicami, Warszawą, Wrocławiem oraz Zieloną Górą. W Dębicy zatrzymują się pociągi kategorii: EIP, IC, TLK, Regio oraz międzynarodowe. Poza stacją w centrum pociągi zatrzymują się również na przystanku Dębica Wschodnia.
Przez Dębicę przebiegają 2 szlaki kolejowe:
- 25 Łódź Kaliska – Dębica
- 91 Kraków Główny – Medyka

Ponadto miasto położone jest w okolicy Międzynarodowego Portu Lotniczego Rzeszów-Jasionka (około 50 km).

### Obwodnice
Dębica posiada trzy obwodnice:
- I Obwodnica – przebiega ulicą Lwowską, leżącą w ciągu drogi nr 94. Znajdują się na niej 3 duże zjazdy do miasta i parę mniejszych.
- II Obwodnica – przebiega ulicami: Kwiatkowskiego, 1 Maja, Al. Jana Pawła II, Kosynierów Racławickich, Mościckiego i przejazdem do drogi wojewódzkiej nr 985.
- III Obwodnica – przebiega ulicami: Tysiąclecia, Poddębby, Nosala (na obecną chwilę brakuje odcinka od ulicy Nosala w kierunku Szpitala Powiatowego).

### Komunikacja miejska
Sieć komunikacji miejskiej obejmuje 17 linii obsługiwanych przez Miejską Komunikację Samochodową w Dębicy.
W latach 1988–1990 w Dębicy, jako jednym z nielicznych polskich miast, kursowały trolejbusy. Właścicielem linii był kombinat Igloopol, a wraz z upadkiem firmy linie trolejbusowe zostały zlikwidowane. Pojazdy zostały sprzedane do innych miast (Tychy, Lublin, Słupsk).

### Komunikacja międzymiastowa
Komunikację międzymiastową i podmiejską zapewnia przedsiębiorstwo PKS Dębica oraz firmy prywatne. Miasto posiada bezpośrednie połączenia PKS z Warszawą, Rzeszowem, Lublinem, Przemyślem, Krakowem, Cieszynem, Krosnem, Łodzią, Ropczycami, Strzyżowem, Mielcem i in.

## Turystyka
Szlaki w Dębicy:
- Górski szlak turystyczny (zielony): Dębica – Łysa Góra (376 m) – Gumniska – Połomia – Jaworze Dolne (czas przejścia 4.30 h).
- Górski szlak turystyczny (niebieski): Dębica – Łysa Góra (376 m) – Okop (388 m) – Kamieniec (454 m) – Grudna Górna – Klonowa Góra (488 m) – Wiśniowa – Jazowa – Czarnówka (491 m) – Rzepnik – Królewska Góra (554 m) – Odrzykoń (czas przejścia 15 h)
- Nizinny szlak turystyczny (niebieski): Dębica – Kozłów – Brzeźnica – Pustków-Osiedle – Góra Śmierci (długość 9 km)
- Droga św. Jakuba Via Regia – szlak pielgrzymkowy do katedry w Santiago de Compostela w Galicji w północno-zachodniej Hiszpanii
- Szlak Chasydzki – szlak turystyczny łączący miejscowości z zabytkami dziedzictwa kultury żydowskiej (w Dębicy: Synagoga Nowomiejska oraz kirkut)
- Szlak Frontu Wschodniego I Wojny Światowej – szlak łączy zabytki i miejsca związane z I wojną światową (w Dębicy: dawne koszary oraz Muzeum Regionalne)
- Szlak Centralnego Okręgu Przemysłowego- szlak łączy punkty (miejscowości, budynki) związane z ideą Centralnego Okręgu Przemysłowego[25]
- Szlak Dziejów Miasta Dębica- szlak łączący miejsca związane z historią miasta Dębicy[26][27]

Turystyka rozwija się głównie w południowej części miasta, ze względu na urozmaiconą rzeźbę terenu i duże zalesienie.
Oprócz oznakowanych szlaków turystycznych istnieje szereg tras nie oznakowanych, które nadają się i są wykorzystywane do wędrówek pieszych, jak również turystyki rowerowej. Kolorytu poszczególnym szlakom i trasom wędrówek dodaje urozmaicony krajobraz rolno-leśny.
W Dębicy istnieje rozwijająca się sieć dróg rowerowych. Obecnie biegną one wzdłuż alei Jana Pawła II (na „wałach”), Krakowska, Nosala, Drogowców, Rzeszowska, Kosynierów Racławickich i wzdłuż pn. obwodnicy miasta.
W południowej, zalesionej i górzystej, części miasta znajduje się ścieżka spacerowa „Las Wolica”, składająca się z dwóch samo zamykających się tras oznaczonych kolorem zielonym i pomarańczowym. Na trasie ścieżki zlokalizowane są tablice informacyjne, opisujące walory turystyczne Buczyny Karpackiej oraz życie lasu. Znajdują się tu także punkty postojowe z ławeczkami oraz miejsca rekreacji dla dzieci. Warto zobaczyć tu m.in. punkt widokowy na Dębicę oraz wąwóz.
Zlokalizowany jest tu także zielony szlak konny, mający swój początek przy ranczu „Brzozowe ranczo”. Na uprawiających turystykę konną czeka także ranczo „Hucułek” przy ul. Wiejskiej.
Na rzece Wisłoce, przepływającej północną granicą miasta, odbywają się rokrocznie ogólnopolskie spływy kajakowe.
Dębica posiada również liczne atrakcje turystyczne:
- Muzeum Lalek
- Miniaturowa wieś Lipce
- Muzeum Regionalne
- Wieża widokowa
- Pomnik Chrystusa Króla
- Park Owadów
- Replika obozu hitlerowskiego
- Sanktuarium w NMP

### Hotele
Całoroczną bazę noclegową w mieście tworzą hotele i pensjonaty o łącznej liczbie ponad 500 miejsc noclegowych.
| Nazwa            | Liczba gwiazdek | Adres                |
| ---------------- | --------------- | -------------------- |
| Gold             | ***             | ul. Sportowa 22      |
| Lord             | ***             | ul. Leśna 36         |
| Polonez          |                 | ul. Metalowców 25    |
| Willa Wiluszówka |                 | ul. Rzeszowska 56    |
| Zamek Camelot    |                 | ul. Kawęczyńska 59 B |

| Nazwa          | Liczba gwiazdek | Adres                |
| -------------- | --------------- | -------------------- |
| Dworek Dębicki |                 | ul. Kościuszki 36    |
| Dwór na Wolicy |                 | ul. Leśna 183        |
| Zaułek         |                 | ul. Kraszewskiego 11 |
| Hotel Dębicki  |                 | ul. Krakowska 74     |

## Kultura
| - Muzeum Regionalne w Dębicy - Galeria Miejskiego Ośrodka Kultury - Dom Kultury „Mors” - Dom Kultury „Śnieżka” - Dom Kultury Firmy Oponiarskiej „Dębica” - Dom Kultury „Emka” - Dom Jana Pawła II - Dom Seniora - Kino „Śnieżka” - Kino „Radość” | - Pedagogiczna Biblioteka Wojewódzka w Rzeszowie – Filia w Dębicy - Miejska Biblioteka Publiczna (z kilkoma filiami na terenie miasta) - Biblioteka Towarzystwa Przyjaciół Ziemi Dębickiej - Biblioteka przy Parafii pw. Miłosierdzia Bożego - Biblioteka przy Parafii pw. Matki Bożej Anielskiej - Dni Dębicy - Dni Sztuki - Festiwal Kwiatów - Jarmarki Twórczości Ludowej Rzemiosła i Rękodzieła oraz Dembicka Giełda Staroci - coroczna opera wystawiana przez amatorów i profesjonalistów - Goodfest Dębica (ostatnia edycja odbyła się w 2019 roku) |

## Media
| - Dębickie gazety - Obserwator Lokalny - Wiadomości Dębickie - Ziemia Dębicka - Przegląd Dębicki - Informacje Dębickie – gazeta bezpłatna ukazuje się od 2006 roku www.gryfmedia.pl - Dobry Tydzień - Extra Dębica - Debica.org.pl – dwutygodnik ukazujący się od 16 kwietnia 2009 roku - Debica City Magazine (DCM) – miesięcznik, który ukazywał się od grudnia 2000 roku do grudnia 2001 roku - Lokalne dodatki - Dziennik Polski - Gazeta Codzienna „Nowiny” - Super Nowości - Gazeta Krakowska - GTI Temi | - Pasażer – ukazujące się od 1990 roku poświęcone muzyce i kulturze niezależnej pismo (tzw. fanzin) - Polska Telewizja Regionalna - Debica.TV - Radio RDN Małopolska 103.6 FM - Trendy Radio 101.9 FM - Radio Leliwa 89.2 FM - Dembitzer - Pasażer |

## Edukacja
| - Żłobek Misie Tulisie - Żłobek Miejski i dwie jego filie - Żłobek Baltima - Żłobek Pałacyk Malucha - Żłobek Kolorowy - Żłobek Maluszkowo - Klub Dziecięcy Happy Baby – dwie placówki - Klub Dziecięcy Akademia Bobasa - Szkoła Podstawowa nr 2 im. Królowej Jadwigi - Szkoła Podstawowa nr 3 im. gen. Tadeusza Bora-Komorowskiego - Szkoła Podstawowa nr 4 - Szkoła Podstawowa nr 5 - Szkoła Podstawowa nr 6 - Szkoła Podstawowa nr 7 Zespołu Szkół Specjalnych - Szkoła Podstawowa nr 8 im. Jana Pawła II - Szkoła Podstawowa nr 9 im. Dębickich Saperów - Szkoła Podstawowa nr 10 im. ks. prof. Alojzego Nosala - Szkoła Podstawowa z Oddziałami Integracyjnymi nr 11 im. 5 Pułku Strzelców Konnych Armii Krajowej - Szkoła Podstawowa nr 12 im. Armii Krajowej - Szkoła Podstawowa Mistrzostwa Sportowa LKS Igloopol Dębica - Niepubliczna Szkoła Podstawowa Weldon School - Niepubliczna Szkoła Podstawowa Specjalna “Ukryty Dar” - Zespół Szkół Specjalnych | - I Liceum Ogólnokształcące im. Króla Władysława Jagiełły - II Liceum Ogólnokształcące im. ks. Jana Twardowskiego w Dębicy - Zespół Szkół nr 2 im. Eugeniusza Kwiatkowskiego - III Liceum Ogólnokształcące - Technikum nr 2 - Zespół Szkół Ekonomicznych im. Janusza Korczaka - Zespół Szkół Zawodowych nr 1 im. Jana Pawła II - Zespół Szkół Zawodowych nr 4 im. Mikołaja Kopernika - Centrum Kształcenia Zawodowego nr 1 - Zespół Państwowych Szkół Muzycznych im. Krzysztofa Pendereckiego - Policealna Szkoła Zawodowa SIGMA - Medyczna Szkoła Policealna - Policealne Studium w Dębicy Zakładu Doskonalenia Zawodowego w Rzeszowie - Branżowa Szkoła I Stopnia w Dębicy Zakładu Doskonalenia Zawodowego w Rzeszowie |

## Wspólnoty wyznaniowe

### Katolicyzm

#### Kościół rzymskokatolicki
Dębica jest siedzibą dwóch rzymskokatolickich dekanatów należących do diecezji tarnowskiej:
- Dębica Wschód z parafiami:
  - Świętego Krzyża i Matki Bożej Bolesnej
  - Miłosierdzia Bożego – Kościół Miłosierdzia Bożego
  - św. Jadwigi – Kościół Farny św. Jadwigi[30]
- Dębica Zachód z parafiami:
  - Matki Bożej Anielskiej – Kościół Ducha Świętego
  - Najświętszego Serca Pana Jezusa

#### Kościół greckokatolicki
- ośrodek duszpasterski w Dębicy – nabożeństwa odbywają się w dolnej kaplicy kościoła Matki Bożej Anielskiej[31]

#### Starokatolicyzm
- Polski Narodowy Katolicki Kościół w RP – diaspora w Dębicy[32]

### Protestantyzm
- Kościół Chrześcijan Pełnej Ewangelii „Obóz Boży”:
  - Kościół w Dębicy podległy Kościołowi Bożego Królestwa w Krakowie[33]
- Kościół Zielonoświątkowy w RP:
  - zbór „Betel”[34]

### Świadkowie Jehowy
- Sala Królestwa, z której korzysta miejscowy zbór[35].

### Judaizm
- Synagoga Nowomiejska w Dębicy (obecnie nieużywana w celach religijnych)[36]

## Sport
| - Automobilklub Stomil w Dębicy - OCR Team Dębica - Dębicki Klub Kyokushin Karate - Dębicka Akademia Karate Tradycyjnego - UKS Kępa Mosir Dębica – klub siatkarski - UKS Morsy – Młodzieżowy Klub Bokserski - Klub Hokejowy Dębica - Dębickie Bractwo Kulkowe – pétanque, II Liga PFP - DK Dębica – brydż sportowy - Greinplast Dębica – brydż sportowy - Igloopol Dębica – klub reprezentantów Polski w piłce nożnej i boksie (dwukrotny drużynowy mistrz Polski). W latach 1990–1992 drużyna piłkarska występowała w Ekstraklasie. - Klub Jeździecki „Milton” - Klub turystyki konnej – azyl dla koni „Brzozowe ranczo” - MKP Bobry Dębica – międzyszkolny klub pływacki - MKS Dębica – międzyszkolny klub sportowy - MKSz Gryf Dębica – Miejski Klub Szachowy Gryf Dębica - Mukla Dębica – Międzyszkolny Uczniowski Klub Lekkiej Atletyki - Orbitek Straszęcin – badminton - Pino Dębica – sportowy klub bilardowy - Stowarzyszenie Speleoklub Beskidzki – klub miłośników jaskiń - UKS Gryfek Dębica – sekcja judo i tenisa stołowego - UKS MORS Dębica – sekcja łyżwiarstwa figurowego - UKS Śnieżka Dębica – sekcja hokeja na lodzie - Wisłoka Dębica – jeden z najstarszych klubów powstałych na ziemiach polskich, powstał w 1908 roku. Klub mistrzów olimpijskich, świata i Europy w zapasach w stylu klasycznym. - Team Car Dębica – Oficjalny dębicki klub miłośników samochodów. - Combat Team Dębica (Plaza Club) – dębicka sekcja MMA - DAP Girls Dębica – klub kobiecej piłki nożnej - Towarzystwo Gimnastyczne Sokół w Dębicy | - Stadion Miejski KS Wisłoka Dębica - Stadion Miejski im. 70 Rocznicy Odzyskania Niepodległości, wybudowany w 1988 roku na potrzeby LKS Igloopol (ul. Piłsudskiego) - Stadion Miejski przy ul. Ratuszowej (stadion na terenie byłej jednostki wojskowej) - Stadion Międzyszkolnego Klubu Sportowego (ul. Rzeszowska) - Basen kryty 50 metrowy (ul. Sportowa) - Lodowisko kryte (ul. Sportowa) - Hala Sportowa MOSiR (dawny Dom Sportu „Igloopol”) (ul. Sportowa) - Hala Sportowa KS Wisłoka (obecnie właścicielem hali jest Starostwo Powiatowe) (ul. I.Lisa) - Wyciąg narciarski Stobierna - Klub Bilardowy Pino (ul. Głowackiego) - Ośrodek Przygotowań Piłkarskich im. Kazimierza Górskiego (Straszęcin k. Dębicy) - Korty tenisowe (ul.Sportowa i ul. Ratuszowa) - Aquapark - Ranczo „Hucułek” ul. Wiejska 10a - UKS „Szóstka” |

## Miasta partnerskie
| - Puurs (Zawieszone 13 listopada 2020) - Okręg Kuçova | - Pomorie - Obzor | - Veľký Meder - Carei | - Swisztow - Muro | - Dunaujvaros - Kapuvár |